# Керимли (Огузский район)
Керимли (азерб. Kərimli) — село в Огузском районе Азербайджана. Третий по численности населённый пункт в районе.

## География
Керимли расположено в 4 км от реки Алиджанчай и в 12 км к юго-востоку от районного центра города Огуза. Также по селу протекает река Тургенчай.
С запада — соседнее село Карабалдыр, с востока — село Падар.

## История
Керимли (Варданлы) некогда являлась удинской деревней. Основная масса удин как и большинство остального аборигенного населения Азербайджана, вошла в состав азербайджанского народа.
В описании населения Кавказского края Кавказского статистического комитета 1870 года под редакцией этнографа Николая Зейдлица указано: «…татары Бакинской губернии — не что иное, как отатарившиеся древние обитатели края. В состав же нового народа адербейджанских татар вошли, как доказывает исторический очерк губернии, представители разных рас человеческого рода..... В пределах Шемахинского уезда вошли в состав нынешних татар албанцы — вероятно удины…».
Материалы посемейных списков на 1886 год показывают в Варданлы 188 дымов и 965 жителей, из которых 831 (160 дымов) «татар», под которыми следует понимать азербайджанцев. Также на то время в селе фиксировались кюринцы (лезгины) (16 дымов) — 72 человека. Большинство жителей являлось мусульманами-суннитами.
В Памятной книжке Елисаветпольской губернии на 1910 год указывается селение Варданлы Халхало-Падарского сельского общества Нухинского уезда с населением 908 человек. Жители обозначаются как азербайджанцы-сунниты (в источнике «татары»-сунниты).
По сведениям Азербайджанской сельскохозяйственной переписи 1921 года село Варданлы состояло в составе Халхало-Падарского сельского общества Нухинского уезда, имело 245 хозяйств, с преобладающим населением азербайджанскими тюрками (азербайджанцами) — 930 человек, из них 503 мужчины и 427 женщин.
По данным конца 1970-х годов численность населения села составляло 2273 человека.
Население было занято овощеводством, садоводством, табаководством, животноводством.
В селе имелись средняя школа, клуб, библиотека, детский сад, детдом, роддом, фельдшерский пункт, узел связи.
В 1991 году село Варданлы переименовано в Керимли.